# Segoe

В текущем логотипе Microsoft, представленном в 2012 году, используется Segoe

В логотипе Microsoft Windows 2021 года также используется Segoe

Текущий логотип Microsoft Office начиная с Office 2013 — еще один пример использования Segoe

Segoe — семейство шрифтов стиля гуманистический гротеск, наиболее известное благодаря его использованию корпорацией Microsoft в своих продуктах, онлайн-публикациях и маркетинговых материалах, в том числе логотипах. Подсемейство шрифтов Segoe UI используется во многих приложениях Microsoft и поставляется вместе с ними (например, в Microsoft Office 2007 и Windows Live Messenger 2009). Он также является системным шрифтом по умолчанию начиная с Windows Vista и используется в почтовом сервисе outlook.com. В августе 2012 года Microsoft представила свой новый логотип, набранный шрифтом Segoe, который пришел на смену логотипу, использовавшемуся последние 25 лет.
Торговая марка Segoe принадлежит Microsoft, хотя оригинальная гарнитура была разработана Monotype. Segoe поддерживает кириллицу.

## История
Гарнитура Segoe была разработана Стивом Мэттсоном во время его работы в компании Agfa Monotype. Microsoft приобрёл лицензию на шрифт для использования в брендовых целях и как шрифт интерфейсов. Проектировался с учётом требований дружелюбности и удобочитаемости. Мэттсон создал набор шрифтов различных весов и курсивов с точки зрения гуманистического стиля.

## Segoe UI
Segoe UI (User Interface — Интерфейс пользователя) — подсемейство шрифтов Segoe, использующееся в продуктах корпорации Microsoft. Применяется в пользовательских интерфейсах и печатных материалах для единообразного отображения текста на большом количестве языков. От своего предшественника — шрифта Tahoma, он может быть легко отличён по более скруглённым формам букв.
Впервые в качестве системного шрифта Segoe UI был представлен в Windows Vista. В версиях Windows 8, 8.1, 10 и 11 шрифт Segoe UI претерпел ряд технических изменений и стилистических отличий.

Различия в форме символов между версиями шрифта Segoe UI, используемыми в Windows 7 (сверху), и Windows 8 (снизу)

### Вариации
- Segoe UI Emoji — шрифт с эмодзи.
- Segoe UI Mono — моноширинный шрифт.
- Segoe UI Symbol — шрифт с поддержкой специальных символов и некоторых исторических письменностей (включая глаголицу).
- Segoe UI Historic — шрифт с поддержкой различных исторических письменностей Европы (включая глаголицу), Ближнего Востока и Индии. Поставляется с Windows 10.
- Segoe MDL2 Assets — шрифт с поддержкой специальных символов, призванный заменить Segoe UI Symbol. Поставляется с Windows 10.
- Segoe Marker — шрифт, имитирующий письмо фломастером.
- Segoe Print и Segoe Script — шрифты, имитирующие рукопись.
- Segoe Chess — шрифт для «рисования» шахматной доски.
- Segoe UI Variable — вариативный шрифт, добавленный в Windows 11. Шрифт спроектирован таким образом, чтобы хорошо смотреться как в низком кегле, так и на экранах с высокой плотностью точек на дюйм, чему в предыдущих версиях Segoe UI было уделено не столь пристальное внимание.[2]

## Использование
- Шрифт использовался в заставках Первого канала с 2009 по осень 2012 года.
- На российских банкнотах 200 и 2000 рублей используется Segoe UI, причём его устаревшая версия.